# Corythalia insularis
Corythalia insularis là một loài nhện trong họ Salticidae.
Loài này thuộc chi Corythalia. Corythalia insularis được Hipólito Ruiz López, Antonio D miêu tả năm 2007. Brescovit & Freitas.